# مؤتمرات سولفاي
مؤتمرات سولفاي (المعروفة أيضا بمجالس سولفاي أو محاضرات سولفاي أو لجان سولفاي) هي مؤتمرات علمية في الفيزياء والكيمياء تُعقد منذ عام 1911. في أوائل القرن العشرين، كانت هذه المجالس تجمع بين أبرز العلماء في ذلك الوقت، الشيء الذي سمح بتقدم هام في ميكانيكا الكم. تم تنظيم هذه المؤتمرات تحت رعاية إرنست سولفاي، كيميائي وصناعي بلجيكي.
تعقد مجالس سولفاي منذ الحرب العالمية الثانية مرة كل ثلاث سنوات: مجلس الفيزياء في السنة الأولى، لم تكن أي محاضرة في الدورة الثانية ومحاضرة في الكيمياء في الدورة الثالثة. يجدر التذكير بأن قاعدة مرة كل ثلاث سنوات لم تُحترم في كثير من المرات.

## مؤتمرات الفيزياء
منذ عام 1911، عقد 25 مؤتمر سولفاي في الفيزياء، منها سبعة قبل الحرب العالمية الثانية.
المحاضرة الأولى، تحت رئاسة هندريك أنتون لورنتس، والتي كانت حول «نظرية الإشعاع والكوانتا»، عقدت في الفترة ما بين 30 أكتوبر إلى 3 نوفمبر 1911، في فندق ميتروبول في بروكسل.
شهدت هذه المؤتمرات مشاركة أعظم علماء الفيزياء في بداية القرن العشرين للنقاش حول المولود الجديد فيزياء الكم. المؤتمر الذي عقد سنة 1927 في بروكسل يبقى خالداً في هذا الصدد. أيضا، فإنه في هذه المؤتمرات تم اللقاء بين هندريك أنتون لورنتس وألبرت أينشتاين. لفترة طويلة، ماري كوري هي المرأة الوحيدة التي شاركت في مؤتمرات سولفاي.
في القرن الحادي والعشرين، يتم تنظيم مؤتمرات سولفاي من طرف معاهد سولفاي الدولية.
| لائحــــة مؤتمـرات سولفـاي في الفيـزياء |       |                                                                      |                                         |
| الرقم                                   | السنة | الموضوع                                                              | الرئيس                                  |
| 1                                       | 1911  | نظرية الإشعاع والكوانتا                                              | هندريك أنتون لورنتس (ليدن)              |
| 2                                       | 1913  | بنية المادة                                                          | هندريك أنتون لورنتس (ليدن)              |
| 3                                       | 1921  | الذرات والإلكترونات                                                  | هندريك أنتون لورنتس (ليدن)              |
| 4                                       | 1924  | الموصلية الكهربائية للمعادن والمشاكل ذات الصلة                       | هندريك أنتون لورنتس (ليدن)              |
| 5                                       | 1927* | الإلكترونات والفوتونات                                               | هندريك أنتون لورنتس (ليدن)              |
| 6                                       | 1930  | المغناطيسية                                                          | بول لانجفان (باريس)                     |
| 7                                       | 1933  | البنية وخصائص نوى الذرات                                             | بول لانجفان (باريس)                     |
| 8                                       | 1948  | الجسيمات الأولية                                                     | وليم لورنس براغ                         |
| 9                                       | 1951  | الحالة الصلبة                                                        | وليم لورنس براغ (كامبريدج)              |
| 10                                      | 1954  | الإلكترونات في المعادن                                               | وليم لورنس براغ (كامبريدج)              |
| 11                                      | 1957  | بنية وتطور الكون                                                     | وليم لورنس براغ (كامبريدج)              |
| 12                                      | 1960  | نظرية الكم للحقول                                                    | وليم لورنس براغ (كامبريدج)              |
| 13                                      | 1964  | بنية وتطور المجرات                                                   | روبرت أوبنهايمر (برنسيتون، نيو جيرسي)   |
| 14                                      | 1967  | المشاكل الأساسية في فيزياء الجسيمات                                  | مولر (كوبنهاغن)                         |
| 15                                      | 1970  | خصائص تماثل نوى الذرات                                               | إدورادو أمالدي (روما)                   |
| 16                                      | 1973  | الفيزياء الفلكية والجاذبية                                           | إدورادو أمالدي (روما)                   |
| 17                                      | 1978  | النظام التقلبات في الميكانيكا الإحصائية في حالة التوازن وغير التوازن | ليون فان هوف (سرن)                      |
| 18                                      | 1982  | فيزياء الطاقة العالية                                                | ليون فان هوف (سرن)                      |
| 19                                      | 1987  | علم السطوح                                                           | فريديرك دو ويت (أوستن، تكساس)           |
| 20                                      | 1991  | البصريات الكمية                                                      | بول ماندل (بروكسل)                      |
| 21                                      | 1998  | ديناميات النظام وعدم الرجوع                                          | إيوانيس أنطونيو (بروكسل)                |
| 22                                      | 2001  | فيزياء التواصل                                                       | إيوانيس أنطونيو (بروكسل)                |
| 23                                      | 2005  | البنية الكمية للمكان والزمان                                         | دايفيد غروس (سانتا باربارا، كاليفورنيا) |
| 24                                      | 2008  | نظرية الكم مادة المكثفة                                              | برتراند هيلبيرين (هارفارد)              |
| 25                                      | 2011  | نظرية العالم الكمي                                                   | دايفيد غروس                             |
| 26                                      | 2014  | الفيزياء الفلكية وعلم الكونيات                                       | روجر بلانفورد (ستانفورد)                |
| 27                                      | 2017  | فيزياء المادة الحية: الفضاء والوقت والمعلومات في علم الأحياء         | بوريس شريمان (سانتا باربرا، كاليفورنيا) |

- انظر فقرة المؤتمر الخامس

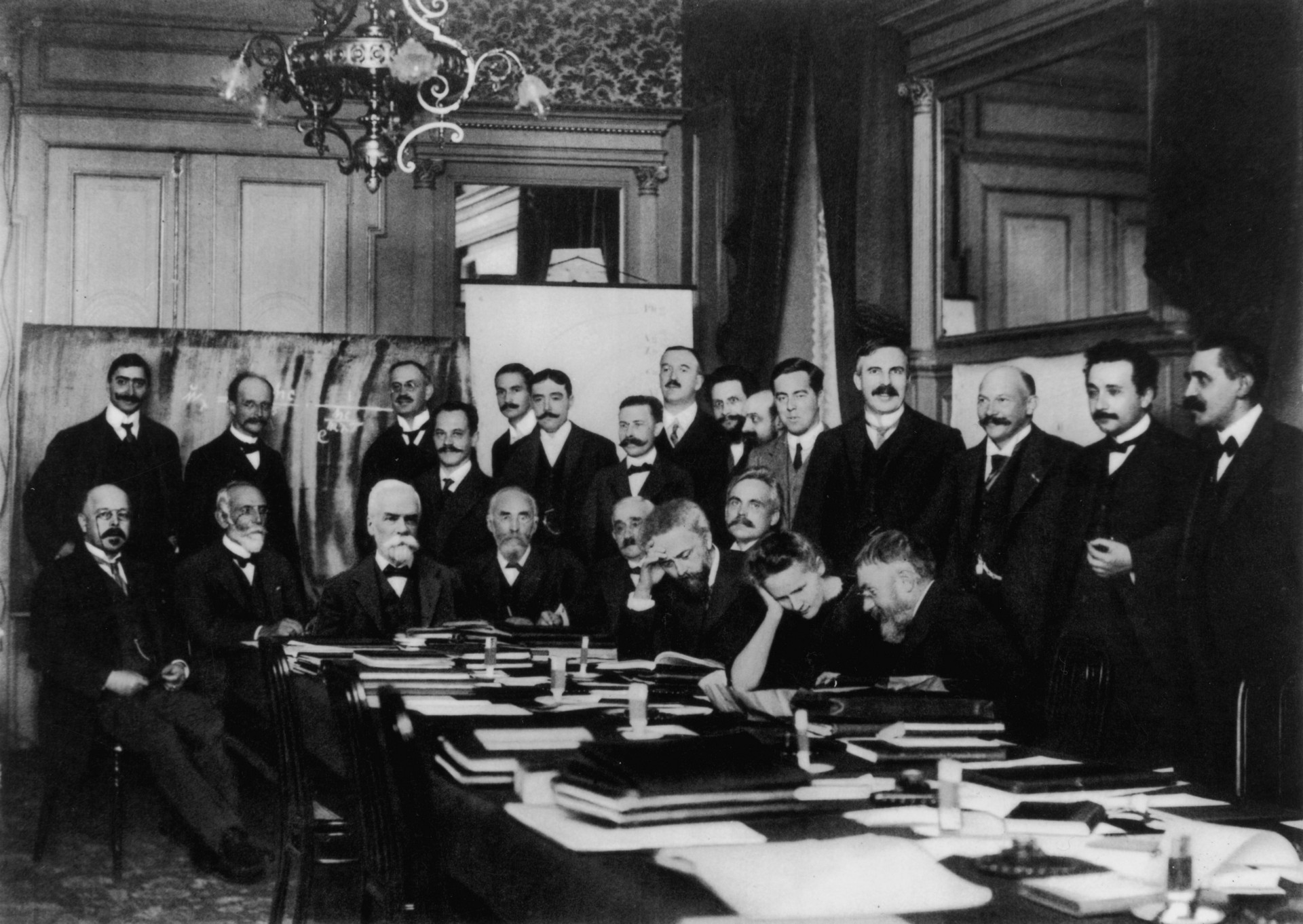
أول مؤتمر سولفاي للفيزياء سنة 1911
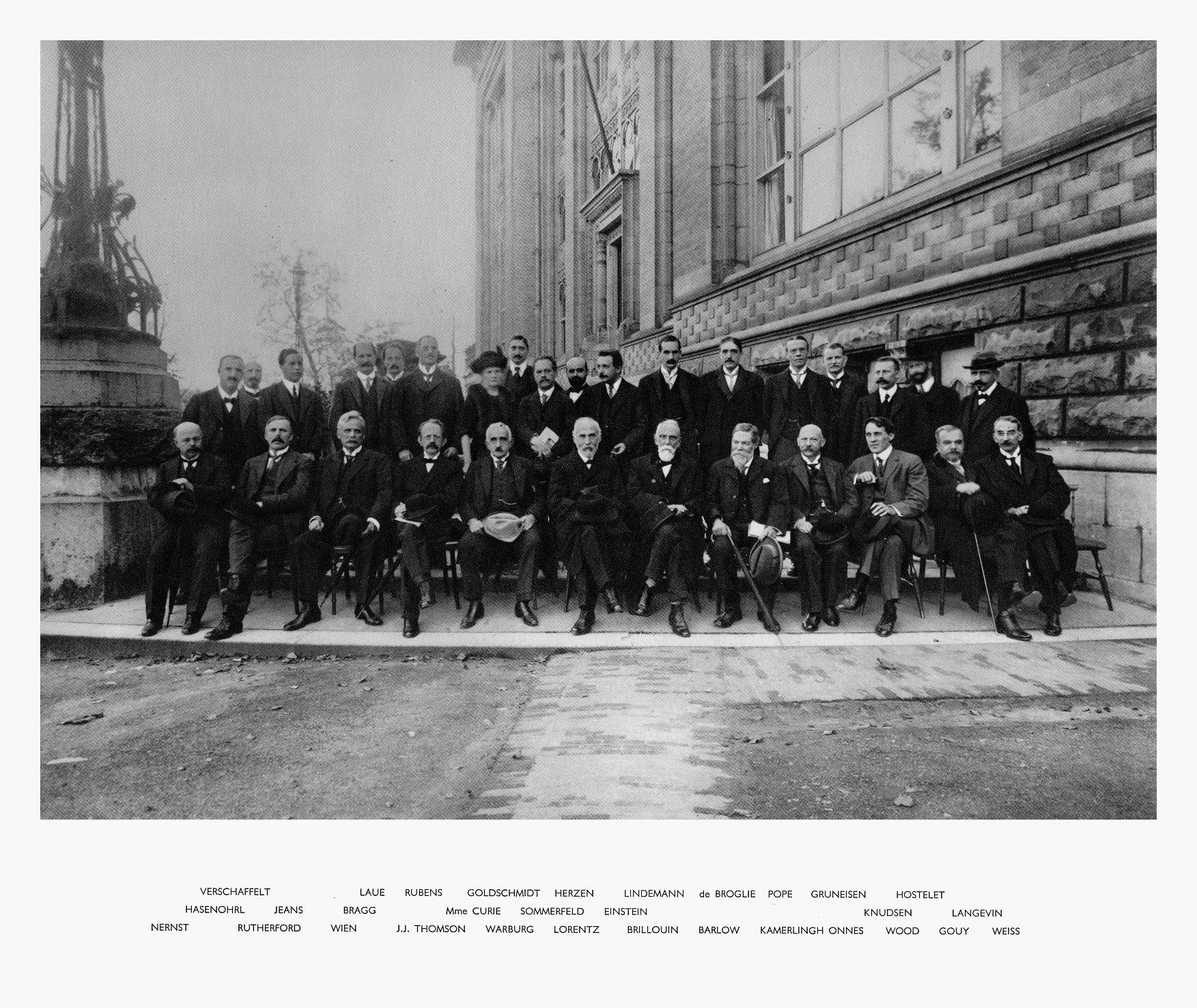
ثاني مؤتمر سولفاي للفيزياء سنة 1913
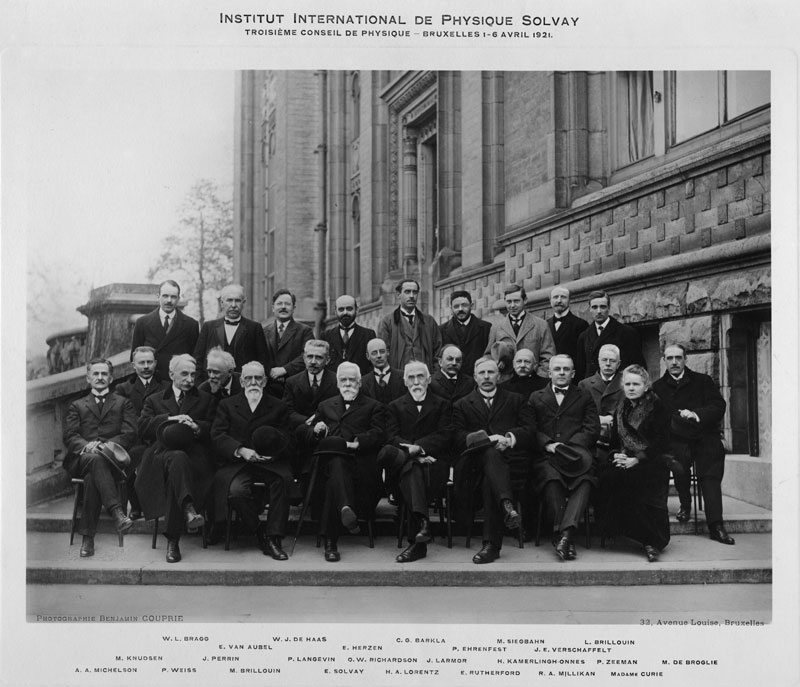
ثالث مؤتمر سولفاي للفيزياء سنة 1921
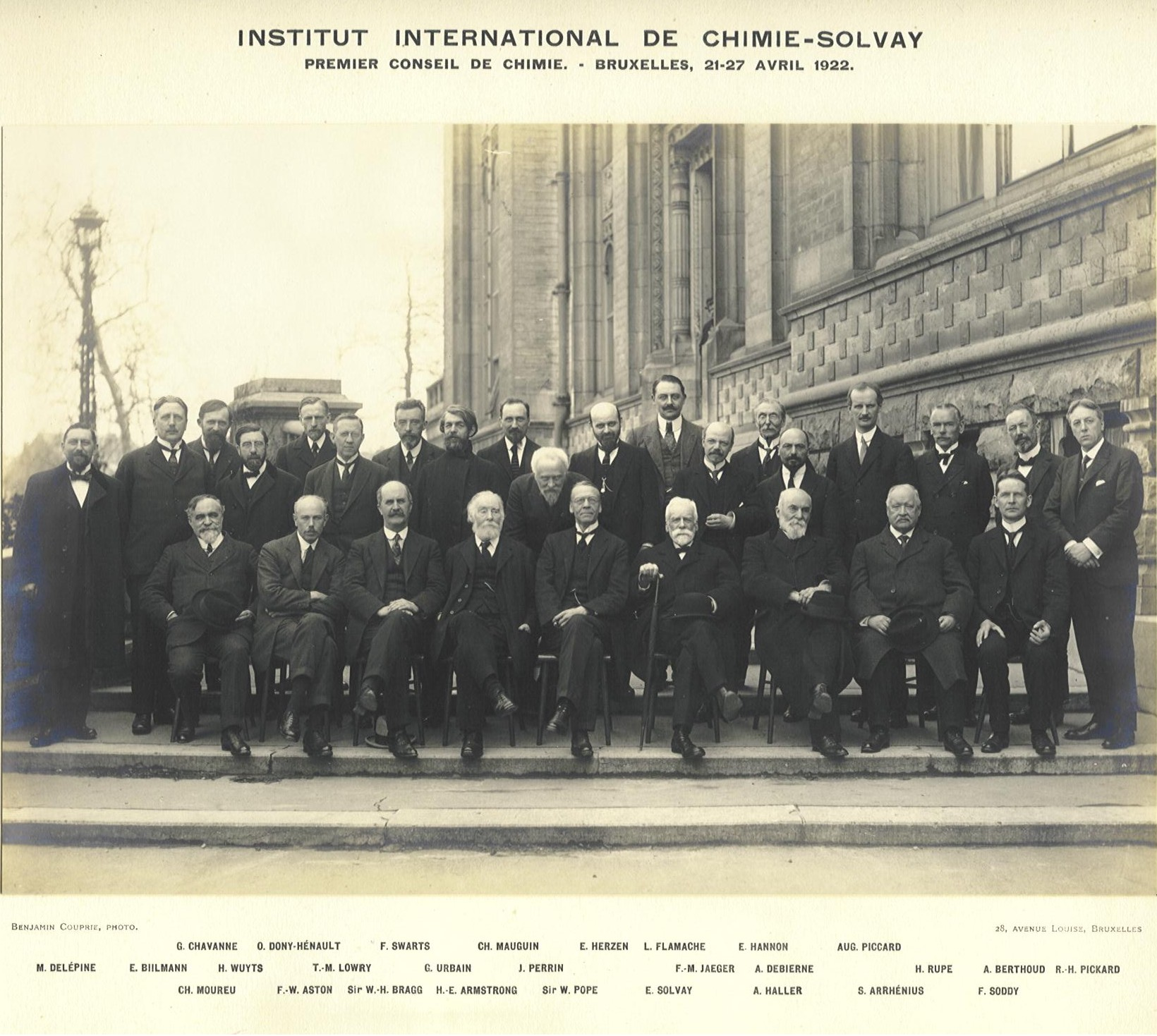
أول مؤتمر سولفاي للكيمياء سنة 1922
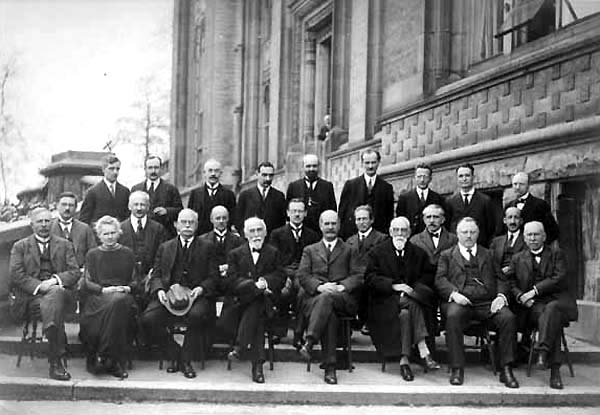
رابع مؤتمر سولفاي للفيزياء سنة 1924
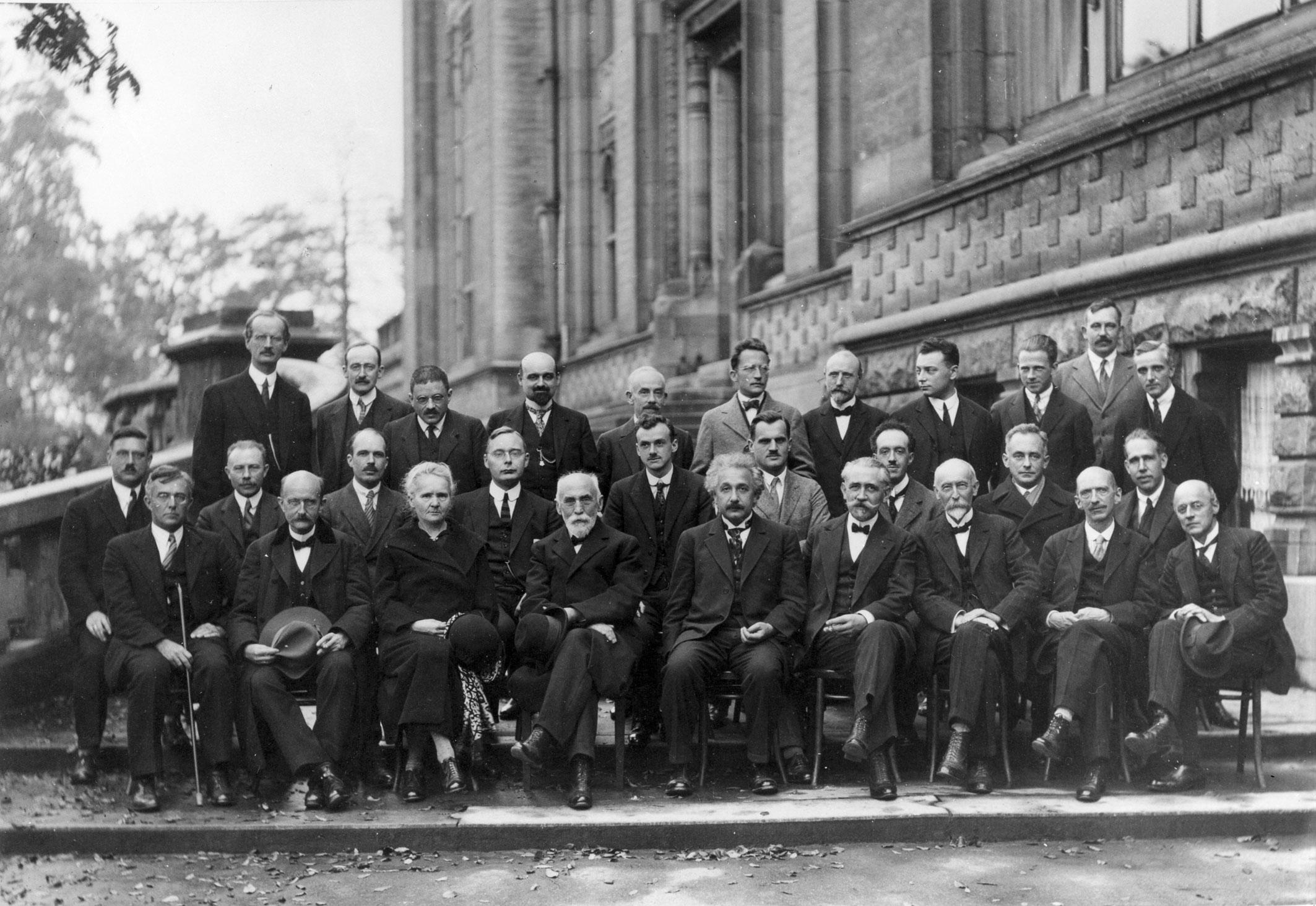
خامس مؤتمر سولفاي للفيزياء سنة 1927
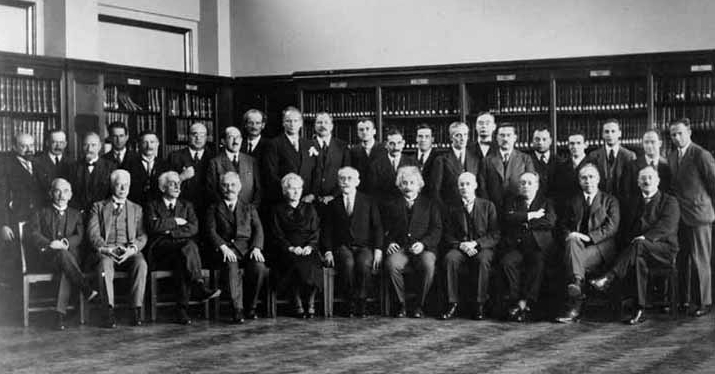
سادس مؤتمر سولفاي للفيزياء سنة 1930
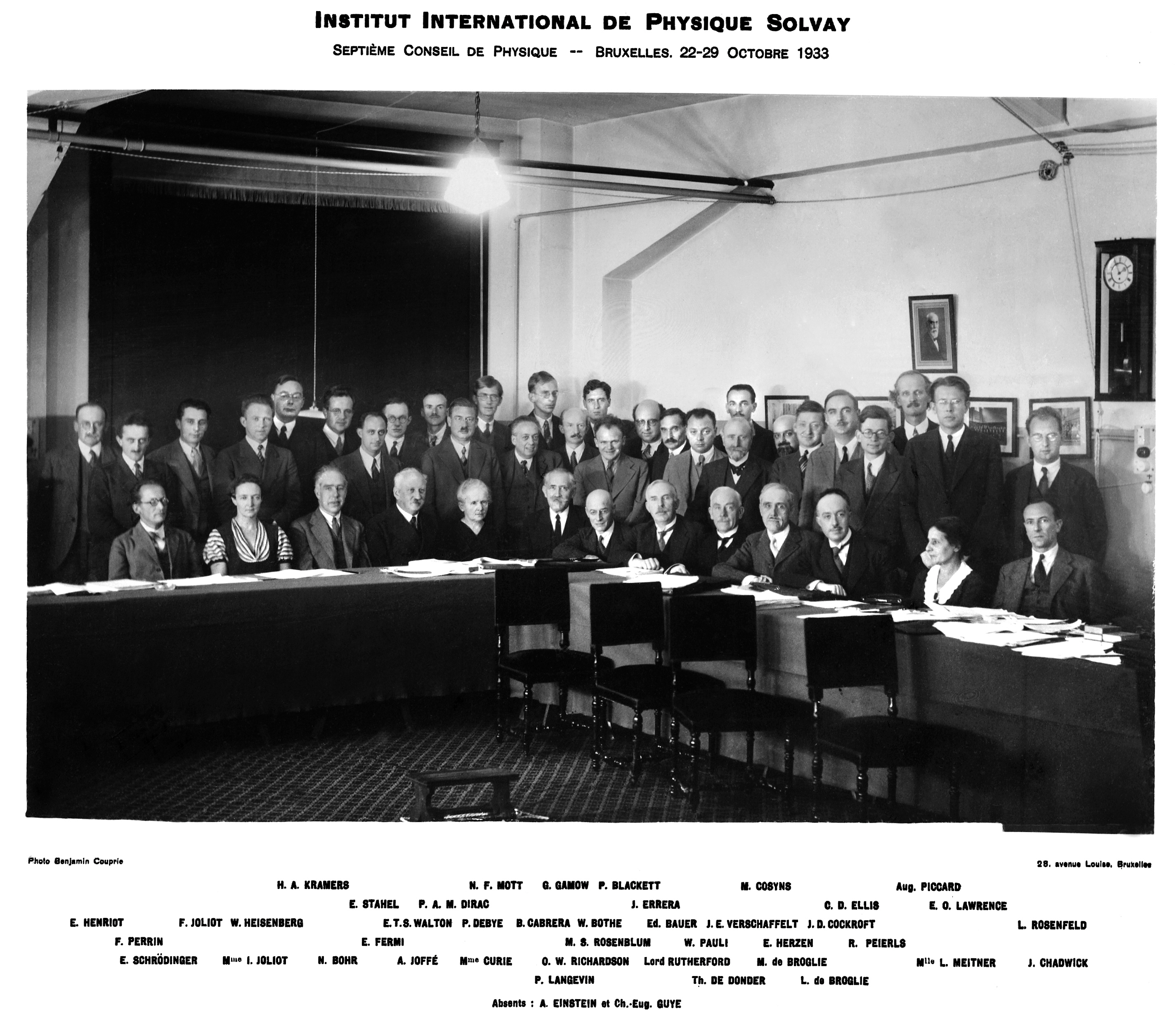
سابع مؤتمر سولفاي للفيزياء سنة 1933

## مؤتمرات الكيمياء
أول مؤتمر للكيمياء عُقد سنة 1922، في المجموع، تم تنظيم 20 مؤتمر للكيمياء.
| لائحــــة مؤتمـرات سولفـاي في الكيميــــاء |       |                                                                                      |                                                                                   |
| الرقم                                      | السنة | الموضوع                                                                              | الرئيس                                                                            |
| 1                                          | 1922  | خمسة أسئلة للأحداث الجارية                                                           | ويليام جاكسون بوب (كامبريدج)                                                      |
| 2                                          | 1925  | التركيب والنشاط الكيميائي                                                            | ويليام جاكسون بوب (كامبريدج)                                                      |
| 3                                          | 1928  | أسئلة الأحداث الجارية                                                                | ويليام جاكسون بوب (كامبريدج)                                                      |
| 4                                          | 1931  | مكونات وتكوين الجزيئات الحيوية                                                       | ويليام جاكسون بوب (كامبريدج)                                                      |
| 5                                          | 1934  | الأكسجين، تفاعلاته الكيميائية والبيولوجية                                            | ويليام جاكسون بوب (كامبريدج)                                                      |
| 6                                          | 1937  | الفيتامينات والهرمونات                                                               | فريديريك سوارتز (غنت                                                              |
| 7                                          | 1947  | النظائر                                                                              | بول كارير (زوريخ)                                                                 |
| 8                                          | 1950  | آلية الأكسدة                                                                         | بول كارير (زوريخ)                                                                 |
| 9                                          | 1953  | البروتينات                                                                           | بول كارير (زوريخ)                                                                 |
| 10                                         | 1956  | بعض مشاكل الكيمياء غير العضوية (كيمياء المعادن)                                      | بول كارير (زوريخ)                                                                 |
| 11                                         | 1959  | البروتينيات النووية                                                                  | ألفريد بول يوبيلوهد (لندن)                                                        |
| 12                                         | 1962  | نقل الطاقة في الغاز                                                                  | ألفريد بول يوبيلوهد (لندن)                                                        |
| 13                                         | 1965  | تفاعل الجزيئات العضوية المُهيجة بالفوتونات                                            | ألفريد بول يوبيلوهد (لندن)                                                        |
| 14                                         | 1969  | التحول الطوري                                                                        | ألفريد بول يوبيلوهد (لندن)                                                        |
| 15                                         | 1970  | التفاعلات الكهربائية وبنية الماء                                                     | ألفريد بول يوبيلوهد (لندن)                                                        |
| 16                                         | 1976  | الحركات الجزيئية والتفاعلات الكيميائية المشروطة بالأغشية، الانزيمات والجزيئات الأخرى | ألفريد بول يوبيلوهد (لندن)                                                        |
| 17                                         | 1980  | جوانب التطور الكيميائي                                                               | ألفريد بول يوبيلوهد (لندن)                                                        |
| 18                                         | 1983  | تصميم وتخليق جزيئات عضوية على أساس الإدراك الجزيئي                                   | إفرايم كاتسير (رحوفوت) وفلاديمير بريلوغ (زوريخ)                                   |
| 19                                         | 1987  | علم السطوح                                                                           | فريديرك دو ويت (أوستن، تكساس)                                                     |
| 20                                         | 1995  | التفاعلات الكيميائية والتحكم على الفيمتو ثانية النطاق الزمني                         | بيير غاسبار (بروكسل)                                                              |
| 21                                         | 2007  | من التجميع غير التساهمي إلى الآلات الجزيئية                                          | جان بيير سوفاج (ستراسبورغ)                                                        |
| 22                                         | 2010  | الثأثير الكمي في الكيمياء والبيولوجيا                                                | غراهام فليمينغ (بيركيلي)                                                          |
| 23                                         | 2013  | الكيمياء الجديدة والفرص الجديدة من الكون المتسع للبروتين                             | كيرت وولتريتش (المعهد الفيدرالي السويسري)                                         |
| 24                                         | 2016  | الحفز في الكيمياء والبيولوجيا                                                        | كيرت وولتريتش (المعهد الفيدرالي السويسري) و روبرت جروبس (كالتك، الولايات المتحدة) |

## المؤتمر الخامس
المؤتمر الأكثر شهرة هو مؤتمر سولفاي الخامس الذي عُقد في أكتوبر 1927، كان محوره «الإلكترونات والفوتونات»، والموضوع الرئيسي فيزياء الكم. : 17 من 29 شخصية حاضرة في المؤتمر (أكثر من النصف) كانوا حائزين أو سيحصلون فيما بعد على جائزة نوبل.
ففي هذا المؤتمر، تمت نقاشات بين ممثلين عن «مدرسة كوبنهاغن» (بور، هايزنبرغ، بول إهرنفست، الخ.) وفيزيائيين آخرين (آينشتاين، شرودنغر، دي بروجلي على وجه الخصوص)، أنصار فيزياء الكم القطعية.
| المشاركون في مؤتمر سولفاي الخامس للفيزياء سنة 1927 انقر على وجه كل عالم للمزيد |
| الصف الخلفي (من اليسار إلى اليمين): أوغوست بيكارد، إيميل هنريوت، بول إهرنفست، إدوارد هرتزن، تيوفيل دو دوندر، إروين شرودنغر، يولس-إيميل فيرشافت، فولفغانغ باولي، فيرنر هايزنبيرغ، رالف فاولر، ليون برويون. |
| الصف في الوسط (من اليسار إلى اليمين):بيتر ديباي، مارتن كنودسن، وليم لورنس براغ، هندريك أنتوني كرامرز، بول ديراك، آرثر كومبتون، لويس دي بروي، ماكس بورن، نيلز بور.                                         |
| الصف الأمامي (من اليسار إلى اليمين):إرفينغ لانغموير، ماكس بلانك، ماري كوري، هندريك أنتون لورنتس، ألبرت أينشتاين، بول لانجفان، تشارلز أوجين غاي، تشارلز ويلسون، أوين ريتشاردسون.                           |

## وصلات خارجية
- موقع مؤتمرات الفيزياء